# 肖恩·埃利斯
肖恩埃利斯 (Shawn Ellis) 是英國動物研究員。他因為曾經和狼群同住，甚至收養一群被遺棄的幼狼群而著名。國家地理頻道就此等題材為他拍一套紀錄片，美國版稱為《狼群中的人》(A Man Among Wolves)；英國版及北愛爾蘭版在五號頻道 (The Five) 發放，稱為《狼人》(The Wolfman)。這套紀錄片講述他如何小心翼翼模倣狼的習性。他在英國英格蘭德文郡成功把三隻幼狼養大。及後他回到德文郡時那三隻狼仍記得他，歡迎他的到來。
一個波蘭農夫的牲畜常被狼群攻擊引起肖恩埃利斯的關注。因為狼在波蘭是受保護動物，那農夫希望他可找到一個非暴力方法解這問題。他認為在該農莊播放狼的嚎哭吼號 (howl) 錄音可解決問題，因為他認為如果狼群聽到這聲，就會以為該處已經有狼群霸佔，所以衝突就能解決。農夫依他所言擺放多個擴音器在農莊並播放錄音，結果令人振奮──狼群再沒有來攻擊他的牲口了。